# Pascual Pérez (beisbolista)
Pascual Gross Pérez (17 de mayo de 1957 - 1 de noviembre de 2012) fue un lanzador dominicano que jugó en las Grandes Ligas de Béisbol para los Piratas de Pittsburgh, los Bravos de Atlanta, los Expos de Montreal, y los Yankees de Nueva York. Era apodado I-285 en las Grandes Ligas y "Cutá" en la República Dominicana.
Fue firmado por Neftalí Cruz para la organización de los Piratas en 1976 y llegó a Grandes Ligas en 1980. Cambiado a los Bravos el 30 de junio de 1982, gozaba de sus dos mejores temporadas, mientras que con esa organización, tuvo récord de 15-8 y 14-8 en 1983 y 1984, respectivamente.
Increíblemente delgado con 6 pies 2 pulgadas y 162 libras, era más conocido por sus jocosidades dentro y fuera del campo de juego que por su talento como lanzador. Fue arrestado por posesión de cocaína en República Dominicana entre las temporadas 1983 y 1984; y no se unió a los Bravos hasta mayo de 1984. Además, las bufonadas que hacía a menudo provocaban la ira de muchos de sus oponentes a quienes solía señalar con el dedo en forma de pistola. Si bien es habitual que los lanzadores caminen de regreso a la banca después de completar una entrada, él corría, en movimientos peculiares con cadenas de oro y cabello rizos. Se ganó su apodo en las grandes ligas tras perderse una salida el 19 de agosto de 1982 mientras daba vueltas en la autopista Interstate 285 de Atlanta en busca del Atlanta-Fulton County Stadium.
Fue dejado libre por los Bravos el 1 de abril de 1986, perdiendo toda la temporada de ese año. Después de firmar un contrato de ligas menores con los Expos en 1987, se unió al equipo en agosto y  terminó la temporada de 1987 con marca de 7-0. Su última temporada exitosa llegó al año siguiente cuando tuvo registro de 12-8 en ganados y perdidos.
Se le concedió la agencia libre en noviembre de 1989  y, posteriormente, firmó con los Yankees. Durante las temporadas de 1990 y 1991, salió a sólo 17 partidos para los Yankees y registró récords de 2-1 y 4-2, respectivamente. Antes de la temporada de 1992, fue suspendido por las Grandes Ligas durante un año por violar la política de drogas de la liga, una  suspensión que finalmente puso fin a su carrera. Su récord final fue de 67 victorias y 68 derrotas.
Dos de sus hermanos, Mélido y Carlos, también fueron lanzadores de Grandes Ligas y su otro hermano Darío fue lanzador de ligas menores, así como un primo, Yorkis quien jugó en las mayores.
Uno de los lanzamientos de Pascual era un lento y alto cambio de velocidad. Puesto que él era el único en  las Grandes Ligas con este tipo de lanzamiento en aquella época, muchos en el terreno de juego se referían al lanzamiento como Pascual pitch (lanzamiento de Pascual). Pascual es históricamente conocido como un Eephus.

## Liga Dominicana
Apodado Cutá en la Liga Dominicana, Pérez jugó ocho temporadas militando en los equipos Águilas Cibaeñas y Tigres del Licey.

## Enfermedad y asesinato
Pérez, quien padecía de problemas renales, fue objeto de un rumor el 16 de noviembre de 2010. El rumor que circuló informaba que éste habría fallecido, pero su hermano salió a desmentir la información.
Pascual Pérez murió cruelmente asesinado el 1 de noviembre de 2012 tras ser asaltado en su casa de su pueblo natal, Nigua (San Cristóbal), en la República Dominicana.